# All Night
«All Night» —literalmente en español: «Toda la noche»— es una canción interpretada por el dúo de cantantes suecas Icona Pop, incluida en su segundo álbum de estudio, This Is.... Fue lanzada el 23 de julio de 2013, como descarga digital a través de iTunes. Colaboraron en la composición de la canción, Luke Steele y Nick Littlemore, integrantes del dúo australiano Empire of the Sun. El video musical fue dirigido por Marc Klasfeld. La canción fue utilizada en el programa de concursos The Million Second Quiz emitido por la cadena televisiva estadounidense NBC.

## Lista de canciones y formatos
| Descarga digital |             |          |  |
| N.º              | Título      | Duración |  |
| 1.               | «All Night» | 3:06     |  |

| Remixes |                                                     |          |  |
| N.º     | Título                                              | Duración |  |
| 1.      | «All Night (Cash Cash Radio Edit)»                  | 3:26     |  |
| 2.      | «All Night (Crazibiza Radio Edit)»                  | 3:09     |  |
| 3.      | «All Night (Dilemmachine and Tony Tone Radio Edit)» | 3:47     |  |
| 4.      | «All Night (K.Flay Remix)»                          | 3:30     |  |
| 5.      | «All Night (Wayne G and LFB Remix)»                 | 7:07     |  |
| 6.      | «All Night (Captain Cuts Remix)»                    | 4:06     |  |

## Posicionamiento en listas
| Lista (2013–14)                                   | Mejor posición |
| ------------------------------------------------- | -------------- |
| Alemania (Media Control AG)                       | 66             |
| Australia (ARIA Charts)                           | 65             |
| Austria (Ö3 Austria Top 40)                       | 43             |
| Bélgica (Flandes) (Ultratip Bubbling Under)       | 8              |
| Bélgica (Valonia) (Ultratip Bubbling Under)       | 8              |
| Canadá (Canadian Hot 100)                         | 57             |
| Escocia (The Official Charts Company)             | 18             |
| España (Top 100 Canciones)                        | 43             |
| Estados Unidos (Billboard Bubbling Under Hot 100) | 11             |
| Estados Unidos (Pop Songs)                        | 33             |
| Estados Unidos (Hot Dance Club Songs)             | 1              |
| Estados Unidos (Dance/Electronic Songs)           | 11             |
| Hungría (Rádiós Top 40)                           | 4              |
| Irlanda (IRMA)                                    | 20             |
| Reino Unido (UK Singles Chart)                    | 31             |
| Suiza (Schweizer Hitparade)                       | 75             |

### Sucesión en listas
| Anterior: «Animals» de Martin Garrix | Hot Dance Club Songs — Sencillo Nro 1 21 de diciembre de 2013 — 27 de diciembre de 2013 | Siguiente: «MacArthur Park 2013» (Laidback Luke Remix) de Donna Summer |

## Historial de versiones
| País           | Fecha                    | Formato          | Discográfica     |
| -------------- | ------------------------ | ---------------- | ---------------- |
| Estados Unidos | 23 de julio de 2013      | Descarga digital | Atlantic Records |
| Canadá         | 23 de julio de 2013      | Descarga digital | Atlantic Records |
| Suecia         | 25 de septiembre de 2013 | Descarga digital | Atlantic Records |
| Reino Unido    | 20 de octubre de 2013    | Descarga digital | Atlantic Records |